# M1156

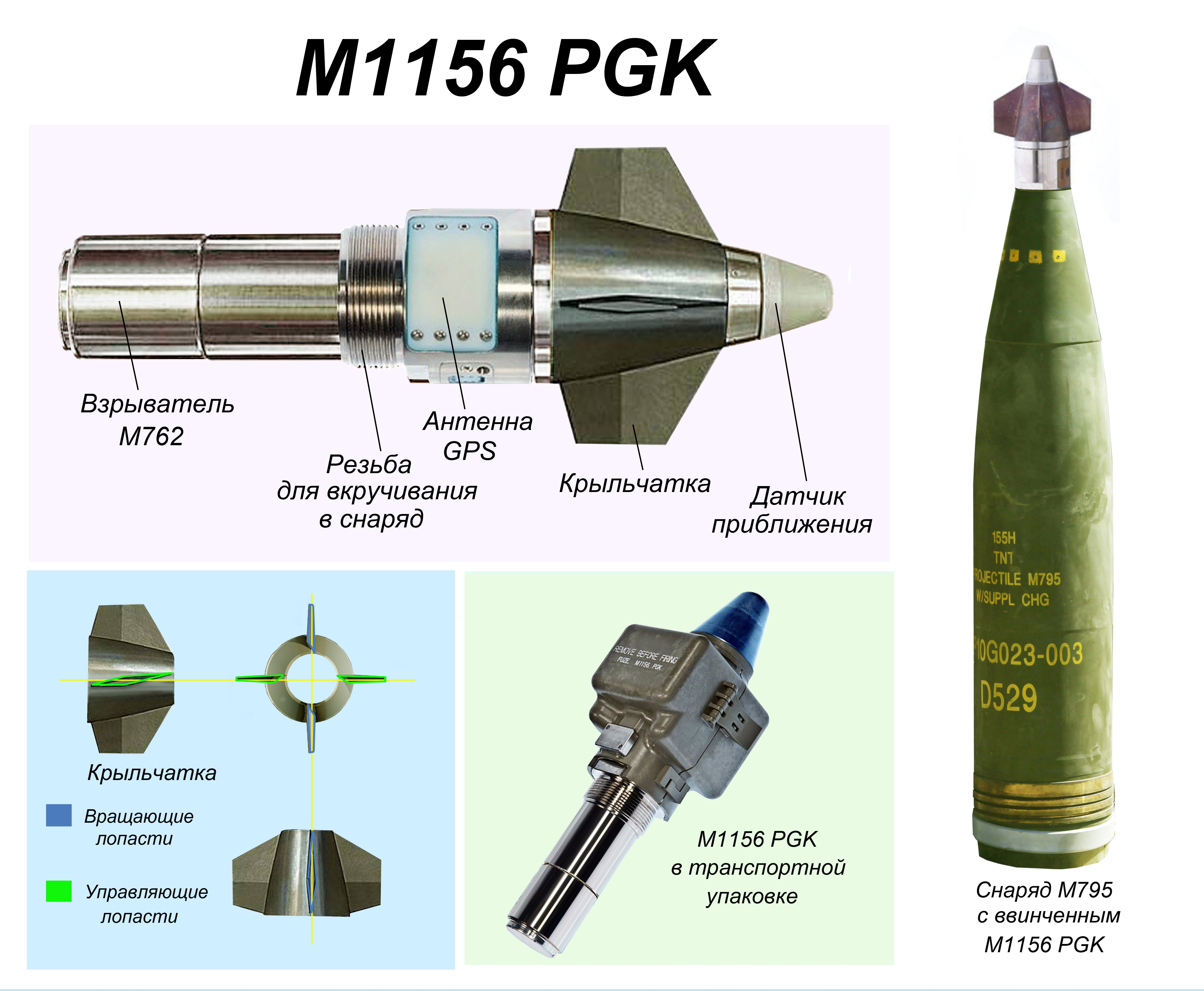
Комплект высокоточного наведения с функцией взрывателя M1156.
Общий вид, составные части, устройство крыльчатки, транспортная упаковка, установка на снаряд

M1156 — комплект высокоточного наведения (англ: Precision Guidance Kit (PGK)) , ранее известный как XM1156. Также известен как "взрыватель с коррекцией курса". Разработан армией США для превращения существующих 155-мм артиллерийских снарядов в интеллектуальное оружие. Представляет собой взрыватель с GPS-приёмником, электронным блоком управления и управляющими плоскостями. Производитель - Northrop Grumman  
Применяется со снарядами M107, M795, M549A1, DM111, XM1128 при стрельбе из артиллерийских орудий M109A6 Paladin,  M777A2 и PzH2000.  

## Обзор
Генеральным подрядчиком при разработке M1156 PGK была компания Alliant Techsystems, позже слившаяся с Orbital Sciences Corporation и образовавшая Orbital ATK, которая, в свою очередь, была передана Northrop Grumman и переименована в Northrop Grumman Innovation Systems, а в состав отраслевой группы входит Interstate Electronics Corporation. К апрелю 2018 года было произведено более 25 000 PGK.
PGK вкручивается в носовую часть снаряда так же, как и обычные взрыватели . В дополнение к функции взрывателя он обеспечивает GPS-наведение при помощи специальных управляющих плоскостей для корректировки полета снаряда. Это аналогично добавлению хвостового комплекта Joint Direct Attack Munition (JDAM) к неуправляемой авиационной бомбе, в результате чего создаётся высокоточный боеприпас . Производство системы началось в 2009 г., сначала предполагалось, что она будет введена в эксплуатацию к 2010 г., но в конечном итоге она была введена в эксплуатацию весной 2013 г.
Обычный неуправляемый 155-мм артиллерийский снаряд M549A1 имеет вероятность круговой ошибки 267 м на максимальной дальности, а это означает, что можно ожидать, что половина снарядов попадет в пределах 267 метров от намеченной цели. Такой большой разлёт снарядов делает неуправляемую артиллерию опасной для использования в ближнем бою из-за боязни дружественного огня и побочного ущерба. 
Круговое вероятное отклонение (КВО) управляемого снаряда M982 Excalibur составляет 6 м, но M1156 представляет собой более дешёвую альтернативу. 
Небольшие аэродинамические стабилизаторы позволяют системе наводить снаряд на цель. Его GPS-приемник сравнивает схему полета PGK с координатами того места, где он должен попасть, а стабилизаторы корректируют его траекторию так, чтобы он упал максимально близко к этим координатам.  Мало того, что взрыватель PGK дешевле в производстве, чем управляемые артиллерийские снаряды, он также позволяет модернизировать миллионы снарядов, уже имеющихся на складах, в то время как новые интеллектуальные снаряды должны быть созданы для создания запаса.
PGK совместим с различными 155-мм артиллерийскими снарядами. В сентябре 2014 года он был продемонстрирован на немецких снарядах DM111, выпущенных из самоходной гаубицы PzH2000 . С дистанции 27 км  90 процентов немецких снарядов, оснащенных PGK, упали в пределах 5 метров от цели.

### Хронология программы
- Июнь 2006 г .: Raytheon исключена из конкурса XM1156.
- Июль 2006 г.: компании BAE Systems и Alliant Techsystems выбраны для участия в конкурсной программе технического развития (TD).
- Май 2007 г .: Контракт на демонстрацию и разработку системы (SDD) присужден Alliant Techsystems.[11]
- Октябрь 2012 г .: Солдаты из Форт-Блисс стали первыми военнослужащими, запустившими комплект наведения XM1156. Было выпущено 24 снаряда с PGK.

### Испытания
После развертывания в Афганистане в связи со срочной необходимостью PGK прошел приемочные испытания для проверки производительности, надежности и безопасности. Во время испытаний снаряды со взрывателем PGK показали стабильные характеристики на буксируемых и самоходных артиллерийских платформах, удовлетворяя требованиям к точности 30 м  или менее КВО, при этом большинство снарядов размещались в пределах 10 м. 6 февраля 2015 года ATK объявила, что PGK прошла приемочные испытания и была одобрена для начального производства. В апреле 2015 года PGK завершила приемочные испытания первой производственной партии, чтобы оценить надежность и обеспечить приемку первой производственной партии с низкой производительностью. 41 из 42 выстрелов PGK, выпущенных из M109A6 Paladin, показали себя надежно, что составляет 97 процентов успеха
.
29 июня 2015 года Orbital ATK объявила, что PGK завершила свои первые приемочные испытания партии продукции, продемонстрировав среднюю точность менее 10 метров и выполнив все требования безопасности и надежности. Два дополнительных приемочных испытания партии должны подтвердить постоянство производства и предоставить информацию для улучшения продукта в процессе производства.  К середине 2016 года 4779 взрывателей PGK было произведено в рамках контракта на начальное производство с низкими темпами, а полномасштабное производство началось в 2019 году.

### Производство
К октябрю 2022 года было произведено 100 тыс. комплектов M1156.

#### Стоимость
В 2015 году производитель оценивал стоимость одного изделия примерно в $ 10 000, однако в 2018 - 2022 годы стоимость M1156 оценивается примерно в $ 20 000 за единицу.

## Техническое описание

Программирование взрывателя при помощи индукционного программатора

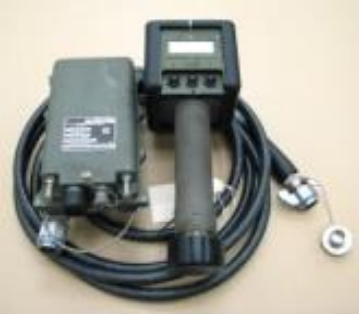
Слева: PIK, справа: EPIAFS, под ними - соединительный кабель

Взрыватель с коррекцией курса M1156 PGK предназначен для приведения траектории полёта снаряда в максимальное соответствие с оптимальной траекторией, рассчитанной системой управления огнём (СУО) артиллерийского орудия и подрыва снаряда в заданной точке (при контакте с целью или в воздухе над целью).
Для этого электронный блок управления (ЭБУ) снаряда в полёте сравнивает реальные координаты и крен снаряда, полученные от бортового приёмника GPS и датчика крена с расчётными, загруженными в память ЭБУ перед выстрелом, и при необходимости осуществляет коррекцию курса.
Расчётные данные траектории полёта загружаются с помощью индуктивного программатора EPIAFS (англ: Enhanced Portable Inductive Artillery Fuze Setter), который кабелем связан с устройством сопряжения с СУО орудия PIK (англ:  Platform Integration Kit ). Электропитание электронных устройств взрывателя (ЭБУ, приёмник GPS с датчиком крена, датчик приближения, собственно взрыватель) осуществляется от электрического конденсатора, который перед выстрелом заряжается от программатора  EPIAFS, а в полёте подзаряжается от бортового электрического генератора, который приводится в действие крыльчаткой с четырьмя лопастями. . Благодаря отсутствию батареи срок хранения M1156 без обслуживания составляет 20 лет. Две из лопастей крыльчатки имеют незначительный угол атаки, и служат только для вращения крыльчатки набегающим потоком воздуха в режиме генератора. Вращение осуществляется в направлении, противоположном вращению снаряда.  Ещё две лопасти имеют более значительный угол атаки и  служат как для вращения крыльчатки в режиме генератора, так и для коррекции курса снаряда. Для осуществления коррекции крыльчатка тормозится роликовым тормозом, и подъёмная сила этих двух лопастей изменяет траекторию снаряда. После коррекции курса тормоз отпускается, и крыльчатка снова работает в режиме привода генератора. Подрыв снаряда осуществляется, когда датчик приближения, расположенный в носовой части устройства M1156 PGK, передаёт электрический сигнал на электронный взрыватель-предохранитель M762, расположенный в задней части устройства. Если снаряд не упадет в пределах 150 м от намеченной цели, он не взорвется. Эта функция безопасности придаёт солдатам больше уверенности при вызове артиллерийской поддержки вблизи их позиции.  Взрыватель PGK весит 1,4 кг, что на 0,45 кг больше, чем стандартный взрыватель из-за добавления стабилизаторов и электрогенератора. 